# Dionysius Schüppen
Dionysius Schüppen (* 27. September 1730 in Andernach; † 21. Januar 1803 in Andernach) war der letzte Prior im Kloster Maria Engelport.

## Werdegang
Er war das jüngste von acht Kindern der Eheleute Johann Schüppen und Maria Sybilla Stanters. 1754 legte er Profess in dem Prämonstratenserkloster Sayn ab und wurde zwei Jahre später zum Priester geweiht. Am 28. Mai 1775 wurde er als Prior nach Engelport entsandt und flüchtete 1794 von dort vor der französischen Armee in seine Geburtsstadt. Als Prior oblag ihm in erster Linie das geistliche Wohl der adligen Chorfrauen. Er musste sich aber auch um weltliche Angelegenheiten wie das Abhalten von Hofgerichten und Verpachtungen kümmern.

## Werk
Dionysius Schüppen konnte zwar streitbar sein, war laut Landdechant Johann Joseph Becker aber ein sanfter und stiller Mann, der im Geistlichen besser erfahren war als im Weltlichen. Wohl deshalb verdanken wir ihm einen wertvollen Beitrag zur Regionalgeschichte. In einem 286 Seiten umfassenden Manual im Format von ca. 35 × 10,5 cm notierte er, vermutlich als Orientierungshilfe für sich selbst, akribisch genau Merkwürdigkeiten, die nicht nur für den Konvent von Bedeutung waren. Neben Abschriften von heute im Original nicht mehr existierenden Urkunden sind darin auch weltpolitische Aspekte zu finden.
Auch ein einzigartiger Augenzeugenbericht zur Teilung des sogenannten Dreiherrischen auf dem Hunsrück ist darin enthalten.